# فينيلزين
فينيلزين (Phenelzine) هو مضاد للاكتئاب ينتمي لعائلة المثبطات التي تعيق تحطيم انزيم أكسيداز أحادي الأمين (MAO)، التي تزيد من مستوى السيروتونين والنورإبينفرين ودوبامين في الدماغ.

## الاستعمالات
يستعمل الفينيلزين لعلاج الاكتئاب وحالات الرهاب والقلق المصاحبة للاكتئاب.
عند تناول هذا الدواء، يجب عدم شرب الكحول أو المشروبات التي تحتوي على كافيين ,مثل القهوة وغيرها، بالإضافة لذلك يجب الامتناع عن منتجات الغذاء الغنية بالثيرامين (Tyramine) فقد تسبب ارتفاع ضغط الدم.

## وصلات اضافية
http://www.nhs.uk/medicine-guides/pages/MedicineOverview.aspx?condition=Depression&medicine=Phenelzine%20sulphate
http://www.nlm.nih.gov/medlineplus/druginfo/meds/a682089.html
http://www.rxlist.com/nardil-drug.htm